# Élections générales espagnoles de 2015 dans les îles Canaries
Les élections générales espagnoles de 2015 (en espagnol : Elecciones generales de España de 2015) se sont tenues le dimanche 20 décembre 2015 afin d'élire les 350 députés et 208 des 266 sénateurs de la XIe législature des Cortes Generales. 15 députés sont élus dans les îles Canaries.

## Résultats

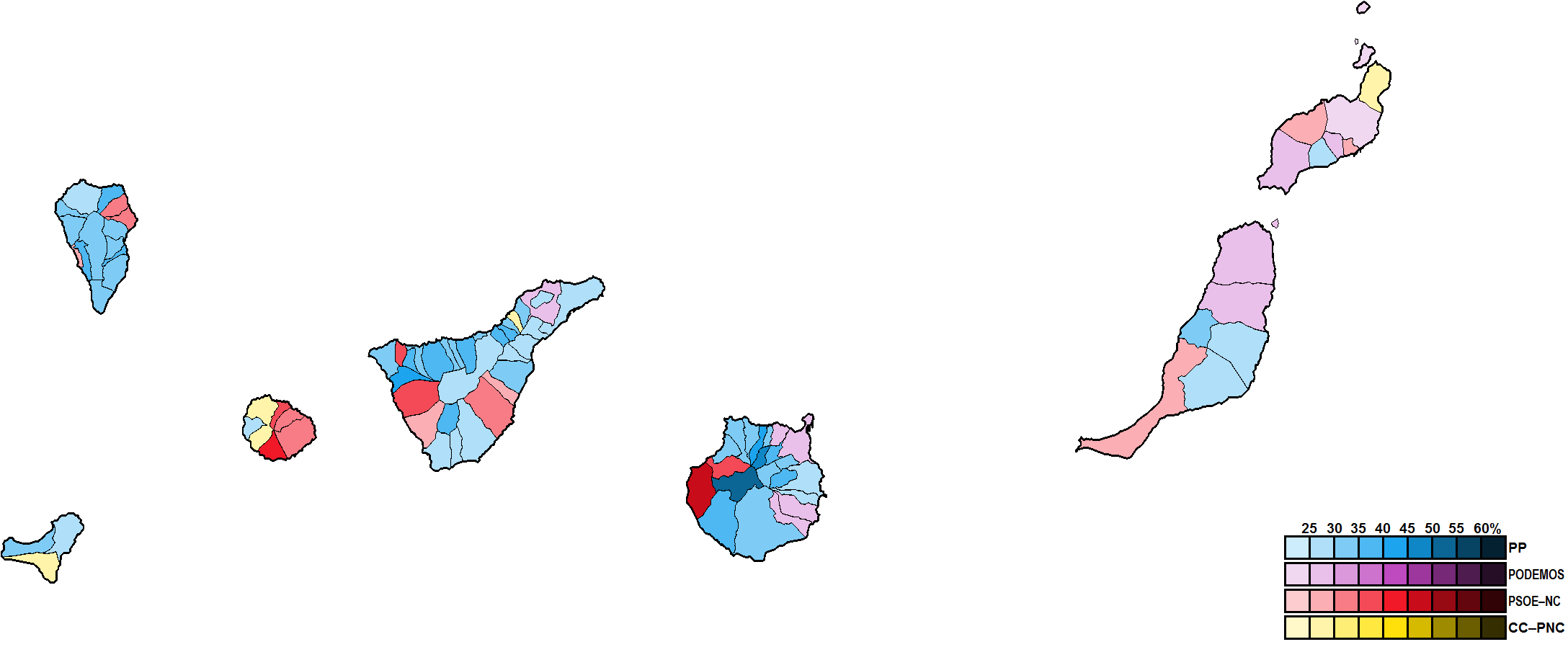
Résultats par commune.

| Parti                  | Parti                                                   | Voix      | %     | +/-   | Sièges | +/-           |
| ---------------------- | ------------------------------------------------------- | --------- | ----- | ----- | ------ | ------------- |
|                        | Parti populaire (PP)                                    | 283 575   | 28,53 | 19,44 | 5      | 4             |
|                        | Podemos                                                 | 231 519   | 23,29 | Nv.   | 3      | 3             |
|                        | Liste commune PSOE-NCa                                  | 218 413   | 21,97 | 2,88  | 4      | en stagnation |
|                        | Ciudadanos (Cs)                                         | 113 642   | 11,43 | Nv.   | 2      | 2             |
|                        | Coalition canarienne (CCa) (av. PNC)                    | 81 917    | 8,24  | 7,23  | 1      | 1             |
|                        | Gauche unie (IU-UP)                                     | 30 978    | 3,12  | 1,19  | 0      | en stagnation |
|                        | Parti animaliste contre la maltraitance animale (PACMA) | 11 888    | 1,20  | 0,67  | 0      | en stagnation |
|                        | Union, progrès et démocratie (UPyD)                     | 4 681     | 0,47  | 2,17  | 0      | en stagnation |
|                        | Les Canaries décident (LV-UdP-AR)                       | 2 883     | 0,29  | 0,17  | 0      | en stagnation |
|                        | Recortes Cero-Grupo Verde (RC-GV)                       | 2 660     | 0,27  | Nv.   | 0      | en stagnation |
|                        | Parti communiste du peuple canarien (PCPC)              | 1 712     | 0,17  | 0,08  | 0      | en stagnation |
|                        | Vox                                                     | 1 546     | 0,16  | Nv.   | 0      | en stagnation |
|                        | Autres partis                                           | 1 355     | 0,14  | -     | 0      | -             |
|                        | Vote blanc                                              | 7 262     | 0,73  | 0,57  |        |               |
|                        |                                                         |           |       |       |        |               |
| Suffrages exprimés     | Suffrages exprimés                                      | 994 031   | 98,72 |       |        |               |
| Votes nuls             | Votes nuls                                              | 12 900    | 1,28  |       |        |               |
| Total                  | Total                                                   | 1 006 931 | 100   | -     | 15     | en stagnation |
| Abstention             | Abstention                                              | 661 980   | 39,67 |       |        |               |
| Inscrits/Participation | Inscrits/Participation                                  | 1 668 911 | 60,33 |       |        |               |

### Résultats par provinces

#### Las Palmas
| Parti                  | Parti                                                   | Voix    | %     | +/-   | Sièges | +/-           |
| ---------------------- | ------------------------------------------------------- | ------- | ----- | ----- | ------ | ------------- |
|                        | Parti populaire (PP)                                    | 145 372 | 28,17 | 22,86 | 3      | 2             |
|                        | Podemos                                                 | 136 583 | 26,46 | Nv.   | 2      | 2             |
|                        | Liste commune PSOE-NCa                                  | 115 521 | 22,38 | 3,78  | 2      | en stagnation |
|                        | Ciudadanos (Cs)                                         | 63 385  | 12,28 | Nv.   | 1      | 1             |
|                        | Coalition canarienne (CCa) (av. PNC)                    | 21 788  | 4,22  | 7,08  | 0      | 1             |
|                        | Gauche unie (IU-UP)                                     | 15 262  | 2,96  | 1,27  | 0      | en stagnation |
|                        | Parti animaliste contre la maltraitance animale (PACMA) | 5 351   | 1,04  | 0,61  | 0      | en stagnation |
|                        | Union, progrès et démocratie (UPyD)                     | 2 564   | 0,50  | 2,17  | 0      | en stagnation |
|                        | Les Canaries décident (CD)                              | 1 605   | 0,31  | 0,07  | 0      | en stagnation |
|                        | Recortes Cero-Grupo Verde (RC-GV)                       | 1 478   | 0,29  | Nv.   | 0      | en stagnation |
|                        | Parti communiste du peuple canarien (PCPC)              | 953     | 0,18  | 0,13  | 0      | en stagnation |
|                        | Vox                                                     | 774     | 0,15  | Nv.   | 0      | en stagnation |
|                        | Pour un monde + juste (PMU+J)                           | 616     | 0,12  | 0,15  | 0      | en stagnation |
|                        | Autres partis                                           | 739     | 0,14  | -     | 0      | -             |
|                        | Vote blanc                                              | 4 111   | 0,80  | 0,68  |        |               |
|                        |                                                         |         |       |       |        |               |
| Suffrages exprimés     | Suffrages exprimés                                      | 516 102 | 98,56 |       |        |               |
| Votes nuls             | Votes nuls                                              | 7 535   | 1,44  |       |        |               |
| Total                  | Total                                                   | 523 637 | 100   | -     | 8      | en stagnation |
| Abstention             | Abstention                                              | 314 906 | 37,55 |       |        |               |
| Inscrits/Participation | Inscrits/Participation                                  | 838 543 | 62,45 |       |        |               |

#### Santa Cruz de Tenerife
| Parti                  | Parti                                                   | Voix    | %     | +/-   | Sièges | +/-           |
| ---------------------- | ------------------------------------------------------- | ------- | ----- | ----- | ------ | ------------- |
|                        | Parti populaire (PP)                                    | 138 203 | 28,92 | 15,91 | 2      | 2             |
|                        | Liste commune PSOE-NCa                                  | 102 892 | 21,53 | 1,97  | 2      | en stagnation |
|                        | Podemos                                                 | 94 936  | 19,86 | Nv.   | 1      | 1             |
|                        | Coalition canarienne (CCa) (av. PNC)                    | 60 129  | 12,58 | 7,20  | 1      | en stagnation |
|                        | Ciudadanos (Cs)                                         | 50 257  | 10,52 | Nv.   | 1      | 1             |
|                        | Gauche unie (IU-UP)                                     | 15 716  | 3,29  | 1,11  | 0      | en stagnation |
|                        | Parti animaliste contre la maltraitance animale (PACMA) | 6 537   | 1,37  | 0,74  | 0      | en stagnation |
|                        | Union, progrès et démocratie (UPyD)                     | 2 117   | 0,44  | 4,08  | 0      | en stagnation |
|                        | Les Canaries décident (CD)                              | 1 278   | 0,27  | Nv.   | 0      | en stagnation |
|                        | Recortes Cero-Grupo Verde (RC-GV)                       | 1 182   | 0,25  | Nv.   | 0      | en stagnation |
|                        | Vox                                                     | 772     | 0,16  | Nv.   | 0      | en stagnation |
|                        | Parti communiste du peuple canarien (PCPC)              | 759     | 0,16  | 0,02  | 0      | en stagnation |
|                        | Vote blanc                                              | 3 151   | 0,66  | 0,44  |        |               |
|                        |                                                         |         |       |       |        |               |
| Suffrages exprimés     | Suffrages exprimés                                      | 477 929 | 98,89 |       |        |               |
| Votes nuls             | Votes nuls                                              | 5 365   | 1,11  |       |        |               |
| Total                  | Total                                                   | 483 294 | 100   | -     | 7      | en stagnation |
| Abstention             | Abstention                                              | 347 074 | 41,80 |       |        |               |
| Inscrits/Participation | Inscrits/Participation                                  | 830 368 | 58,20 |       |        |               |